# 14a Mostra Internacional de Cinema de Venècia
La 14a Mostra Internacional de Cinema de Venècia va tenir lloc del 20 d'agost al 4 de setembre de 1953. Aquest any no es va entregar Lleó d'Or.

## Jurat
- Eugenio Montale (president)[2]
- Gaetano Carancini
- Sandro De Feo
- Nino Ghelli
- Gian Gaspare Napolitano
- Luigi Rognoni
- Antonio Petrucci

## En Competició
| Pel·lícula                           | Director(s)                           | País de producció |
| ------------------------------------ | ------------------------------------- | ----------------- |
| I Vitelloni                          | Federico Fellini                      | Itàlia            |
| Roman Holiday                        | William Wyler                         | Estats Units      |
| Thérèse Raquin                       | Marcel Carné                          | França            |
| Anni facili                          | Luigi Zampa                           | Itàlia            |
| Napoletani a Milano                  | Eduardo De Filippo                    | Itàlia            |
| Moulin Rouge                         | John Huston                           | Regne Unit        |
| Pickup on South Street               | Samuel Fuller                         | Estats Units      |
| The Four Poster                      | Irving Reis                           | Estats Units      |
| Le bon Dieu sans confession          | Claude Autant-Lara                    | França            |
| La guerra de Dios                    | Rafael Gil                            | Espanya           |
| Ugetsu                               | Kenji Mizoguchi                       | Japó              |
| Little Fugitive                      | Ray Ashley, Morris Engel i Ruth Orkin | Estats Units      |
| Vozvraixtxieniie Vasiliia Bortnikova | Vsevolod Pudovkin                     | Rússia            |
| Sadko                                | Aleksandr Ptuixkó                     | Rússia            |

## Premis
- Lleó d'Argent
  - Thérèse Raquin (Marcel Carné)
  - Ugetsu (Kenji Mizoguchi)
  - Moulin Rouge (John Huston)
  - I Vitelloni (Federico Fellini)
  - Sadko (Aleksandr Ptuixkó)
  - Little Fugitive (Ray Ashley, Morris Engel and Ruth Orkin)
- Copa Volpi
  - Millor Actor - Henri Vilbert (Le bon Dieu sans confession)
  - Millor Actriu - Lilli Palmer (The Fourposter)
- Lleó de Bronze 
  - Pickup on South Street (Samuel Fuller)
  - La guerra de Dios (Rafael Gil)
  - Les Orgueilleux (Yves Allégret)
  - The Landowner's Daughter (Tom Payne)
- Premi OCIC 
  - La guerra de Dios (Rafael Gil)
- Premi Pasinetti 
  - Ugetsu (Kenji Mizoguchi)